# Vicente Pizarro
Pour les articles homonymes, voir Pizarro.
Vicente Pizarro, né le 5 novembre 2002 à Vitacura au Chili, est un footballeur international chilien. Il évolue au poste de milieu défensif au Colo-Colo.

## Biographie

### En club
Né à Vitacura au Chili, Vicente Pizarro est formé par le Colo-Colo. 
C'est avec ce club qu'il débute en professionnel. Il joue son premier match le 2 mai 2021, lors d'une rencontre de championnat face au CD Ñublense. Il est titularisé et son équipe s'incline par deux buts à zéro. Il commence ensuite à s'imposer progressivement en équipe première durant l'année 2021.

### En sélection
Vicente Pizarro est convoqué pour la première fois avec l'équipe nationale du Chili en décembre 2021 mais il ne joue aucun match lors de ce rassemblement. 
De nouveau appelé avec le Chili en novembre 2023, Pizarro honore cette fois sa première sélection, le 22 novembre 2023, lors d'un match contre l'Équateur. Il entre en jeu à la place de Rodrigo Echeverría (en) et son équipe est battue par un but à zéro,.
En janvier 2024 il est sélectionné avec l'équipe du Chili Olympique pour participer au Tournoi pré-olympique de la CONMEBOL 2024.

## Vie privée
Vicente Pizarro est le fils de Jaime Pizarro, ancien footballeur international chilien.

## Palmarès
Colo-Colo
- Champion du Chili (2) :
  - Champion : 2022 et 2024.